# Сандански (община)
Сандански (болг. Община Сандански) — община в Болгарии. Входит в состав Благоевградской области. Население составляет 44 147 человек (на 15 мая 2008 года).
Административный центр город Сандански.
Площадь территории общины 1010 км²
Кмет (мэр) общины Сандански — Андон Михайлов Тотев (независимый) по результатам выборов.

## Состав общины
В состав общины входят следующие населённые пункты:
1. село Белевехчево
2. село Белёво
3. село Бождово
4. село Виногради
5. село Вихрен
6. село Враня
7. село Вылково
8. село Голем-Цалим
9. село Голешово
10. село Горна-Сушица
11. село Горно-Спанчево
12. село Дамяница
13. село Дебрене
14. село Джигурово
15. село Долени
16. село Златолист
17. село Зорница
18. село Калиманци
19. село Катунци
20. село Кашина
21. село Ковачево
22. село Крыстилци
23. село Кырланово
24. село Ладарево
25. село Ласкарево
26. село Лебница
27. село Левуново
28. село Лехово
29. село Лешница
30. село Лиляново
31. село Лозеница
32. село Любовиште
33. село Любовка
34. село Малки-Цалим
35. город Мелник
36. село Ново-Делчево
37. село Ново-Ходжово
38. село Петрово
39. село Пиперица
40. село Пирин
41. село Плоски
42. село Поленица
43. село Рожен
44. город Сандански
45. село Склаве
46. село Спатово
47. село Стожа
48. село Струма
49. село Сугарево
50. село Хотово
51. село Храсна
52. село Хырсово
53. село Черешница
54. село Яново